# SYNERGYJAPAN

株式会社SYNERGYJAPAN（シナジージャパン）は、鍼灸院・整骨院の「ぷらす鍼灸整骨院グループ」運営を主体とした健康に関する事業などを主な業務とする企業である。
本社は大阪府大阪市都島区の大阪本社と、東京都渋谷区に東京本社が所在する。代表取締役社長は、高階耕治。「ヘルスケア革新を実現し『患者様ゼロ』の社会を創る。」というビジョンを打ち出し、事業展開を行なっている。

## 沿革
- 2008年6月 - ぷらす鍼灸整骨院　開院
- 2012年1月 - 株式会社SYNERGY JAPAN設立
- 2018年8月 - 東京本社を渋谷区恵比寿に設立

## 役員
代表取締役　高階耕治